# Oberbauenstock
Oberbauenstock är ett berg i Schweiz. Det ligger i kantonen Uri, i den centrala delen av landet, 80 km öster om huvudstaden Bern. Toppen på Oberbauenstock är 2 117 meter över havet.
Terrängen runt Oberbauenstock är huvudsakligen bergig. Den högsta punkten i närheten är Urirotstock, 2 928 meter över havet, 7,3 km söder om Oberbauenstock.
I omgivningarna runt Oberbauenstock finns i huvudsak kala bergstoppar och i dalgångarna blandskog.